# Duanxiao
Le 'duanxiao' court  (短箫 / 短簫, duǎnxiāo)  est un instrument de musique à frappe verticale dont la forme est similaire à celle du danso (coréen : 단소, hanja : 短簫, une flûte de bambou courte coréenne. En anglais le mot duanxiao se traduit par "single sweep". L'instrument est très populaire dans la préfecture autonome coréenne de Yanbian dans la province de Jilin.

## Facture
Le duanxiao est un type de flûte, qui était traditionnellement fabriqué dans du  bambou, depuis la dynastie Han, les plaques courtes étaient en bambou, et un bec s'ouvrait à l'extrémité supérieure de la flûte dont les touches du clavier mesuraient 34,5 cm pour un diamètre de  1,2 cm 
Aujourd'hui, la forme est restée la même, mais le corps en a été, toutefois aminci et affiné. Depuis la fondation de la République populaire Chinoise, la longueur a été fixée entre  35 cm  et  37 cm  Les instruments modernes se composent de deux cylindres en maillechort argenté (alliage de cuivre, de nickel et de zinc), gainés avec des douilles. On  compte une dizaine d'orifices sonores sur le tube, dont trois sont fermés par des boutons pressoirs. 

## Jeu
Pendant la performance, la main droite du joueur contrôle les trois orifices pour les doigts et les deux pour les clés situés au-dessus du corps du tube. Le pouce de la main gauche contrôle l'orifice situé à l'arrière de l'instrument, et les trois doigts contrôlent les orifices situés au-dessus du corps du tube. La lèvre inférieure se presse contre le bec de l'instrument pour le faire vibrer. en dodelinant la tête doit de gauche. La plage de la touche courte est modifiable de (bb1 à f3) et la tonalité en est plus douce, éclaircie. Le duanxiao peut être se jouer en solo, et il est principalement utilisé dans les ensembles folkloriques pour accompagner le chant et la danse. Il est également souvent joué avec un huitième cylindre inférieur.